# Burlat Frères
Burlat Frères, Construction de Moteurs Rotatifs et Châssis Automobiles war ein französischer Hersteller von Automobilen.

## Unternehmensgeschichte
Antoine Burlat fertigte 1904 einen Motor. 1905 gründete er zusammen mit seinen drei Brüdern das Unternehmen in Villeurbanne bei Lyon und begann mit der Produktion von Automobilen. 1905 stand ein Fahrzeug auf dem Pariser Automobilsalon. Ein Unternehmen aus Coventry erhielt eine Lizenz zur Produktion des Motors und zur Nutzung in Taxis und Flugzeugen. 1907 endete die Automobilproduktion. Die Brüder Burlat gründeten außerdem das Unternehmen C. A. R. zur Produktion von Lastkraftwagen und stellten Flugmotoren her.
1911 entstand ein Flugzeugmotor mit Hypozykloiden-Geradführung, der mit acht Zylindern 60 PS bei 950/min, mit sechzehn Zylindern 120 PS leistete und in Doppeldecker von Dufaux und Voisin eingebaut wurde.

## Fahrzeuge
Der 1904 gefertigte Motor 12/16 CV war ein Vierzylinder-Umlaufmotor mit 2798 cm³ Hubraum. Dieser Motor wurde ab 1905 in Autos verwendet. Die Fahrzeuge verfügten über das Antriebskonzept Frontmotor, Kardanwelle und Hinterradantrieb. 1905 wurde das Modell 20 CV mit einer viersitzigen Tourenwagenkarosserie präsentiert. Drei weitere Fahrzeuge entstanden.